# ER Водолея
ER Водолея (лат. ER Aquarii), HD 218074 — одиночная переменная звезда в созвездии Водолея на расстоянии приблизительно 1619 световых лет (около 496 парсеков) от Солнца. Видимая звёздная величина звезды — от +7,81m до +7,14m.

## Характеристики
ER Водолея — красный гигант, пульсирующая медленная неправильная переменная звезда (LB) спектрального класса M3III. Эффективная температура — около 3802 К.